# Strijkkwartet nr. 1 (Holmboe)
Vagn Holmboe voltooide zijn Strijkkwartet nr. 1 in 1949. 
Het is de eerste van twintig genummerde strijkkwartetten die Holmboe zou schrijven. Voor dat Holmboe aan die genummerde reeks begon had hij al minstens tien werken binnen het genre op papier gezet of was er aan begonnen. Volgens zijn genummerde lijst schreef hij er toen drie achter elkaar, maar uit de gespecialiseerde lijst bleek later dat ook tussen de eerste drie genummerde strijkkwartetten Holmboe bezig was met andere werken; het werd in de lijst gecatalogiseerd onder M159. 
Het werk is opgedragen aan het Erling Bloch Kwartet en bestaat uit drie delen. Het eerste deel (Affettuoso – animato) begint met een solo in de altvioolpartij, waarna de cello contrapuntueel een tegenstem biedt. Het deel is deels ingericht binnen de sonatevorm, Holmboe paste zijn eigen metamorfosetechniek toe. Het tweede deel (Adagio – andante – presto – andante – adagio) gaat richting volksmuziek, ook weer binnen metamorfose. Het derde deel (Introduzione – Lento un poco – molto vivace) laat Strawinski-schtige accenten horen en eindigt met twee slotakkoorden op C majeur.
Bij de uitgave voor Dacapo Records in 1992 werd vermeld dat de strijkkwartetten na die van Carl Nielsen gezien werden als belangrijke strijkkwartetten binnen de Deense klassieke muziek. Desalniettemin bleven die opnemen zeker tot 2020 de enige opnamen. Gramophone raadde de uitgave aan bij liefhebbers van noordse muziek en hoorde klanken vergelijkbaar met Dmitri Sjostakovitsj en Robert Simpson. 
Strijkkwartet nr. 1 · Strijkkwartet nr. 2 · Strijkkwartet nr. 3 · Strijkkwartet nr. 4 · Strijkkwartet nr. 5 · Strijkkwartet nr. 6 · Strijkkwartet nr. 7 · Strijkkwartet nr. 8 · Strijkkwartet nr. 9 · Strijkkwartet nr. 10 · Strijkkwartet nr. 11 · Strijkkwartet nr. 12 · Strijkkwartet nr. 13 · Strijkkwartet nr. 14 · Strijkkwartet nr. 15 · Strijkkwartet nr. 16 · Strijkkwartet nr. 17 · Strijkkwartet nr. 18 · Strijkkwartet nr. 19 · Strijkkwartet nr. 20
Ongenummerd: Sværm · Quartetto sereno